# Helmstedter Straße 58 (Magdeburg)

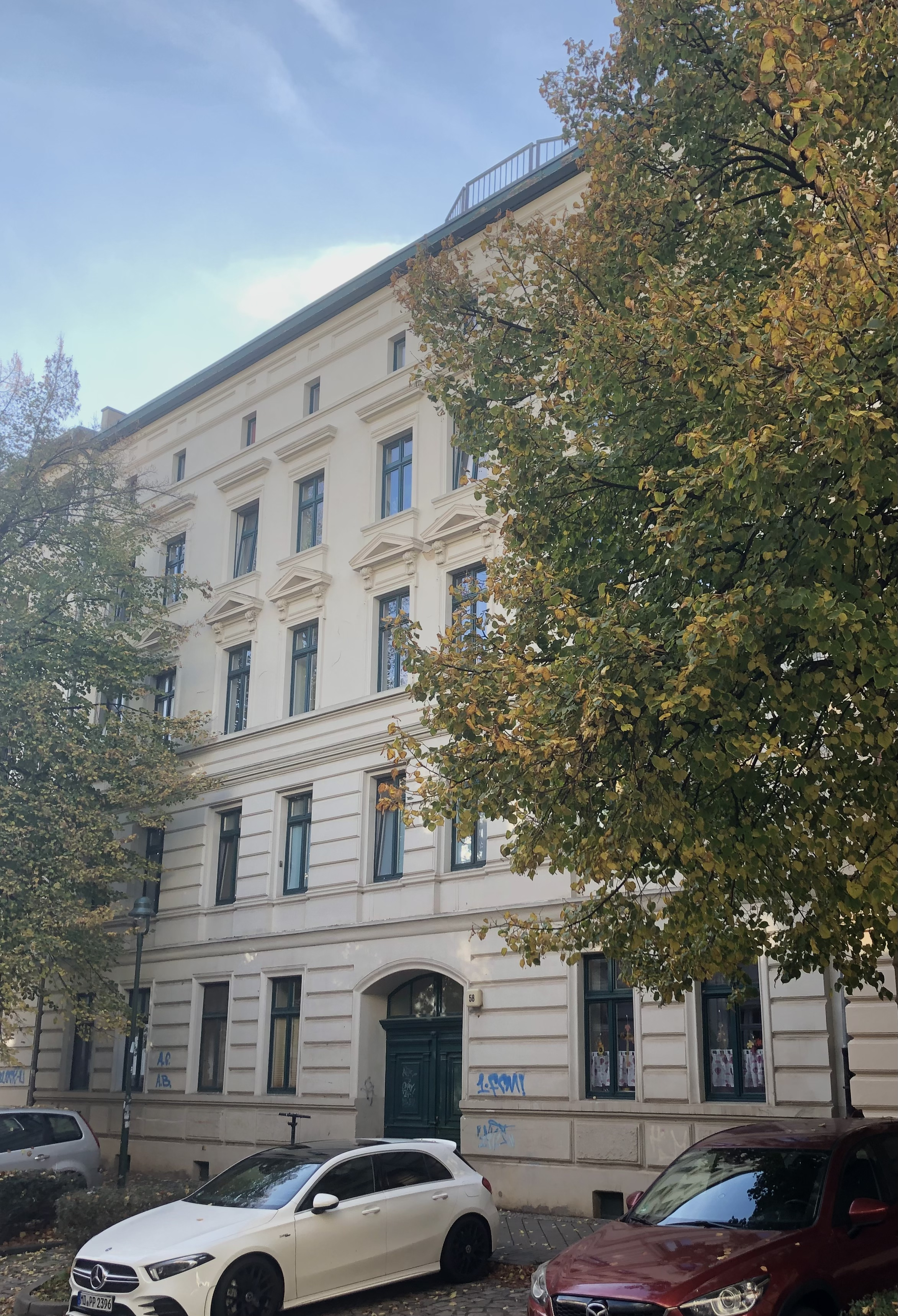
Haus Helmstedter Straße 58 im Jahr 2022

Helmstedter Straße 58 ist ein denkmalgeschütztes Wohnhaus im Magdeburger Stadtteil Sudenburg in Sachsen-Anhalt.

## Lage
Das Gebäude befindet sich auf der Westseite der Helmstedter Straße. Es gehört auch zum Denkmalbereich Helmstedter Straße 5–13, 53–55, 57–61. Nördlich grenzt das gleichfalls denkmalgeschützte Haus Helmstedter Straße 57, südlich die Nummer 59 an.

## Architektur und Geschichte
Der viereinhalbgeschossige verputzte Bau wurde im späten 19. Jahrhundert errichtet. Die achtachsige Fassade ist im Stil der Neorenaissance gestaltet. Im Erdgeschoss und ersten Obergeschoss besteht eine Rustizierung. Außerdem wird dort mittels profilierter Gesimse eine horizontale Gliederung vorgenommen. Die Fensteröffnungen im zweiten Obergeschoss werden durch Dreiecksgiebel überspannt.
Im örtlichen Denkmalverzeichnis ist das Wohnhaus unter der Erfassungsnummer 094 82057 als Baudenkmal verzeichnet.
Das Gebäude gilt als Teil des geschlossenen gründerzeitlichen Straßenzugs als städtebaulich und stadtgeschichtlich bedeutend.